# Frank Kühn

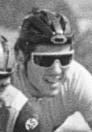
Frank Kühn im Jahr 1988

Frank Kühn (* 25. Februar 1962 in Berlin) ist ein ehemaliger deutscher Radrennfahrer.

## Sportliche Laufbahn
Den Radsport begann Frank Kühn 1974 in der BSG Lok Schöneweide, später wechselte er zum TSC Berlin. Er wurde im Bahnradsport zweimal DDR-Meister, 1981 mit Dieter Stein im Zweier-Mannschaftsfahren und 1982 bei den Berliner Winterbahnrennen in der Einerverfolgung. Sein damaliger Trainer war der vielfache DDR-Meister Siegfried Köhler.
Noch zu DDR-Zeiten wechselte Frank Kühn zum Straßenradsport und gewann unter anderem die Sachsen-Rundfahrt 1988 und die Griechenland-Rundfahrt 1989. Er fuhr 1990 mit der letzten DDR-Friedensfahrtmannschaft die Internationale Friedensfahrt 1990 und wurde Neunter im Gesamtklassement. Wie fast alle Straßenfahrer der DDR startete Kühn auch auf der Bahn der Werner-Seelenbinder-Halle in Berlin. Dort gewann er die Internationale Zweier-Mannschaftsmeisterschaft 1986 mit Christian Jäger als Partner. 1981 gewann er die 6 Tage um den Preis der Jungen Welt mit Dieter Stein als Partner. Kühn siegte 1991 zum Saisonauftakt im Rennen Berlin–Bad Freienwalde–Berlin.

## Erfolge
1981
- DDR-Meister – Zweier-Mannschaftsfahren (mit Dieter Stein)

1982
- DDR-Meister – Einerverfolgung (Winterbahn)

1984
- eine Etappe Niedersachsen-Rundfahrt

1988
- Gesamtwertung Sachsen-Rundfahrt

1989
- Gesamtwertung Griechenland-Rundfahrt

1990
- Sechstagerennen Nouméa (mit Andreas Beikirch)